# Saint-Maurice-des-Noues
Saint-Maurice-des-Noues település Franciaországban, Vendée megyében. Lakosainak száma 637 fő (2022. január 1.). Saint-Maurice-des-Noues Antigny, Loge-Fougereuse, Puy-de-Serre, Saint-Hilaire-de-Voust és Vouvant községekkel határos.

## Népesség
A település népessége az elmúlt években az alábbi módon változott:
| Lakosok száma | 666  | 659  | 672  | 648  | 641  | 632  | 628  | 632  | 637  |
|               | 2013 | 2015 | 2016 | 2017 | 2018 | 2019 | 2020 | 2021 | 2022 |